# 石板镇 (高州市)
石板镇是中华人民共和国广东省茂名市高州市下辖的一个乡镇级行政单位。位于高州市西北部，邻近广西壮族自治区北流市，广东省信宜市、化州市，属于两省三市的交界地区，因圩南塘基头村冼太庙旁有块大石板得名。1961年成立石板公社，1983年改区，1987年建镇。镇政府驻石板圩。全镇总面积102平方公里，下辖13个村委会和1个居委会。本镇共有石板中学，石板一中两所中学及13所小学。

## 行政区划
深镇镇下辖以下地区：
石板社区、板村、高贵村、和潭村、西茂坡村、公岐村、灯笼坡村、高雄村、石板村、贺村、石村、高和村、高章村和祥章村。